# Номерні знаки Барбадосу
Код Барбадосу для міжнародного руху ТЗ — (BDS).

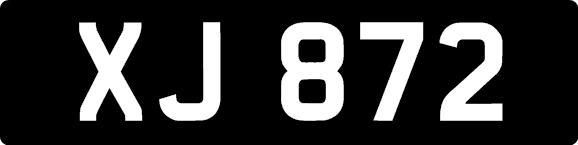
Приватний ТЗ

## Регулярні номерні знаки

### Формати
Номерні знаки Барбадосу побудовано з урахуванням британських колоніальних традицій. Перша літера префіксу регулярних номерних знаків означає код регіону, інші (0-1 літери) — серія, далі слідує номер ТЗ (1-4 цифри). Кольори регулярних номерних знаків можуть варіюватися: 1) білі символи на чорному тлі (передні та задні НЗ); чорні символи на білому (передні) та на жовтому тлі (задні). Форми номерних знаків різняться в залежності від місця прилаштування: однорядкові європейського типу, однорядкові американського типу, дворядкові європейського типу.

### Регіональне кодування
| Префікс | Назва парафії (регіону) |
| ------- | ----------------------- |
| A       | Сент Ендрю              |
| E       | Серн Пітер              |
| G       | Сент Джордж             |
| J       | Сент Джон               |
| L       | Сент Люсі               |
| M       | Сент Майкл              |
| O       | Сент Джозеф             |
| P       | Сент Філіп              |
| S       | Сент Джеймс             |
| Т       | Сент Томас              |
| X       | Крайст-Черч             |

## Інші номерні знаки

### Префікси та кольори
- B — мікроавтобуси (блакитні символи на жовтому тлі)
- BM — омнібуси відкритого типу (блакитні символи на жовтому тлі)
- BT — туристичні автобуси (блакитні символи на жовтому тлі)
- CD — дипломатичний транспорт (жовті символи на синьому тлі)
- H — наймані або орендовані ТЗ (блакитні символи на білому тлі)
- HL — наймані лімузини (білі символи на червоному тлі)
- ML — «урядова корпорація» (білі символи на зеленому тлі)
- MP — урядовий, поліцейський, поштовий, військовий транспорт (білі символи на зеленому тлі)
- SL — спеціальний вантажний транспорт (регулярне фарбування)
- Z — легкові таксі (блакитні символи на білому тлі)
- ZM — таксі мікроавтобуси (блакитні символи на білому тлі)
- ZR — маршрутні автобуси (блакитні символи на білому тлі)
- M — організації, що продають ТЗ (червоні символи на білому тлі)